# Trisetum lepidum
Trisetum lepidum là một loài thực vật có hoa trong họ Hòa thảo. Loài này được Edgar & A.P.Druce miêu tả khoa học đầu tiên năm 1998.